# Gare de Pont-Petit
La gare de Pont-Petit est une gare ferroviaire française de la ligne de Pierrelaye à Creil, située dans la commune de Saint-Ouen-l'Aumône (département du Val-d'Oise).
C'est une gare de la Société nationale des chemins de fer français (SNCF) desservie par les trains de la ligne H du Transilien (réseau Paris-Nord).

## Situation ferroviaire
Établie en remblai, la gare est située au point kilométrique 29,730 de la ligne de Pierrelaye à Creil. Pont-Petit est inclus dans le secteur circulation de la gare de Pontoise.

## Histoire
Anciennement, il y avait un bâtiment voyageurs comportant un guichet du côté de la direction Pontoise ; il a été détruit vers l'an 2000 après de nombreuses dégradations.

## Fréquentation
De 2015 à 2023, selon les estimations de la SNCF, la fréquentation annuelle de la gare s'élève aux nombres indiqués dans le tableau ci-dessous.
| Année               | 2023    | 2022    | 2021    | 2020    | 2019    | 2018    | 2017    | 2016    | 2015    |
| ------------------- | ------- | ------- | ------- | ------- | ------- | ------- | ------- | ------- | ------- |
| Nombre de voyageurs | 208 735 | 235 584 | 257 836 | 116 823 | 300 226 | 328 806 | 295 774 | 274 583 | 253 752 |

## Service voyageurs

### Desserte
Elle est desservie par les trains du réseau Transilien Paris-Nord (ligne H) circulant sur la branche Pontoise - Creil.

### Intermodalité
La gare est desservie par les lignes 1226 et 1232 du réseau de bus Cergy-Pontoise Confluence.

## Galerie de photographies

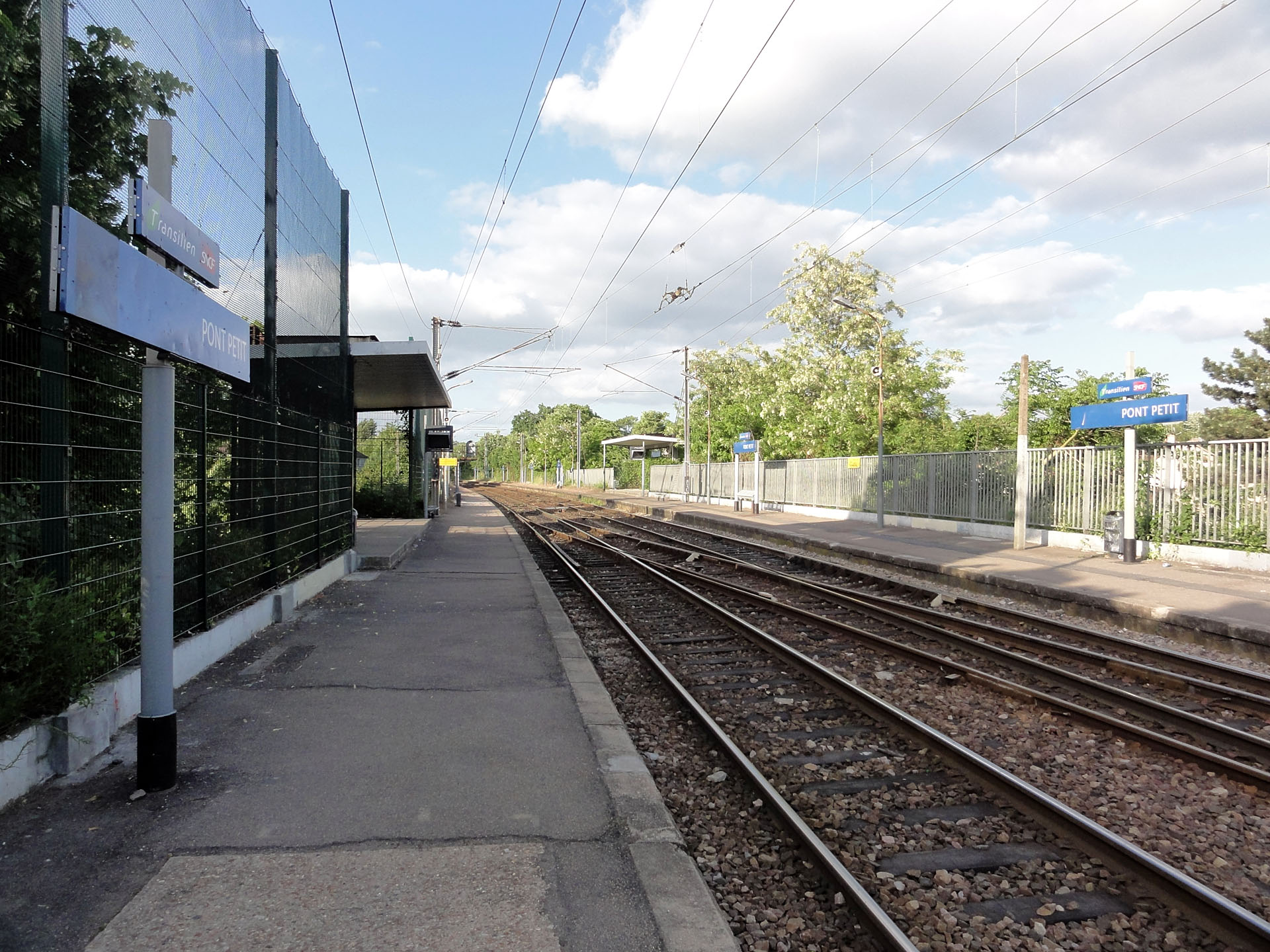
Vue d'ensemble des quais en direction de Creil.
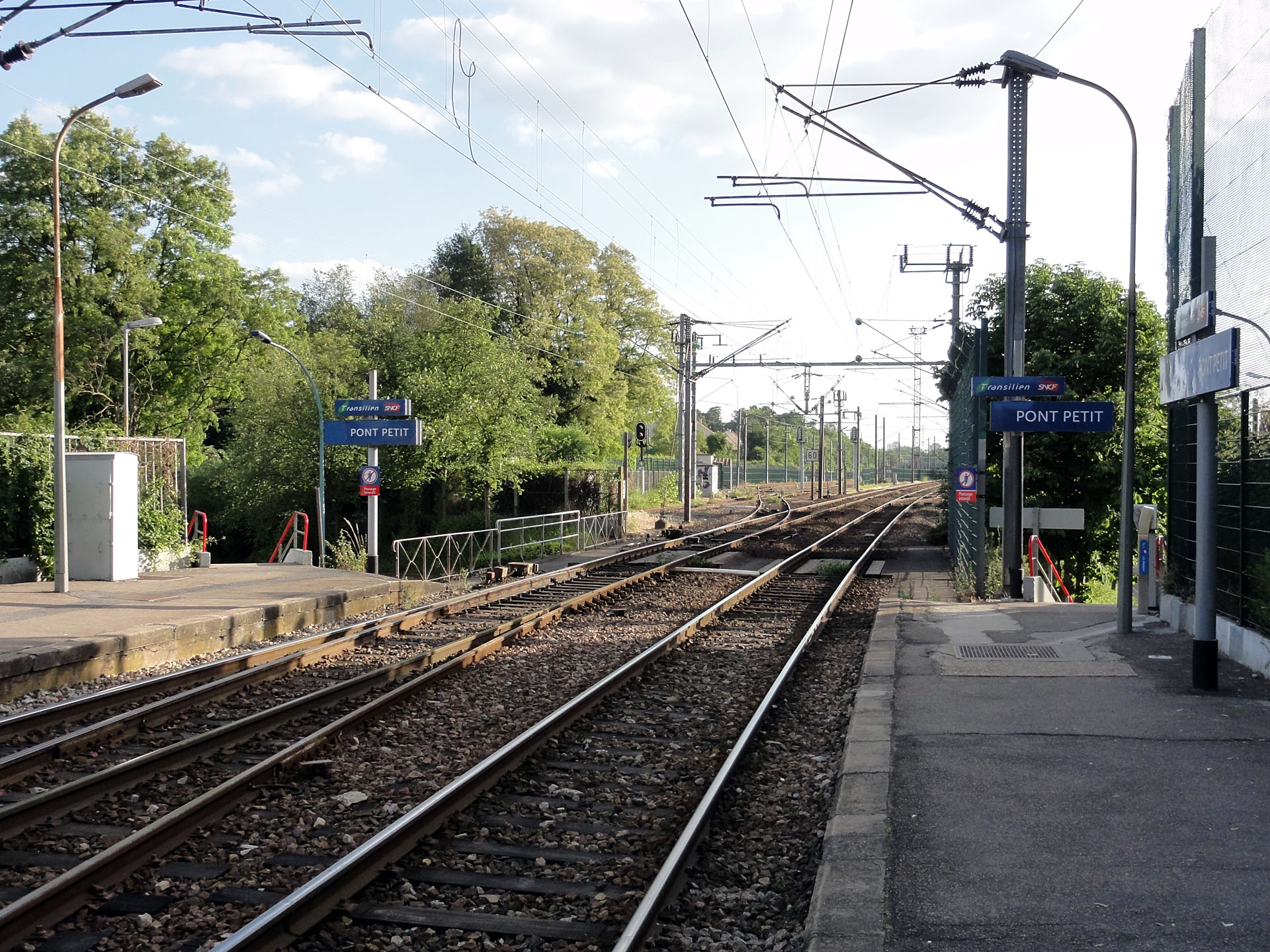
Vue en direction de Pontoise.
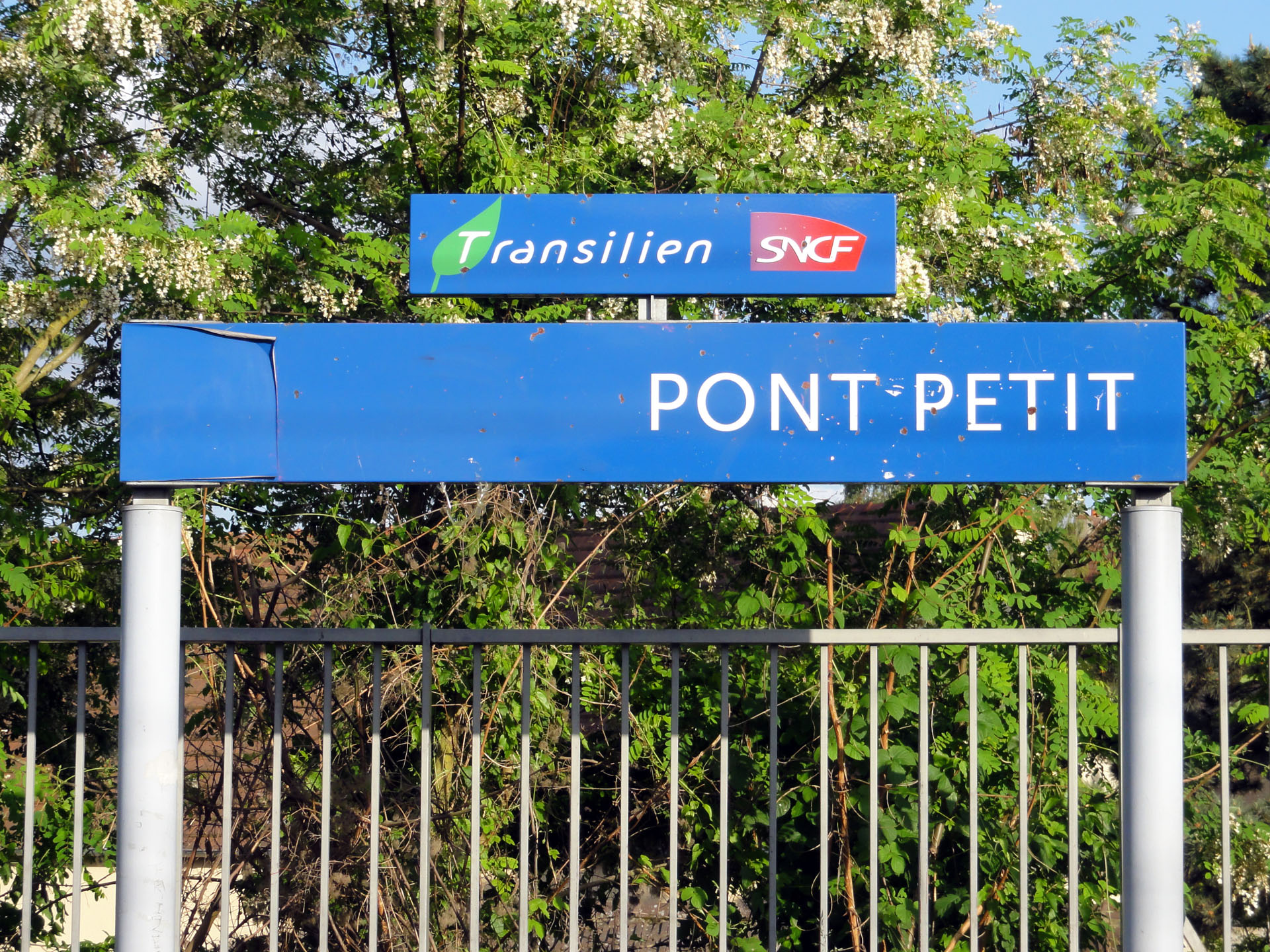
Panneau portant le nom de la halte.
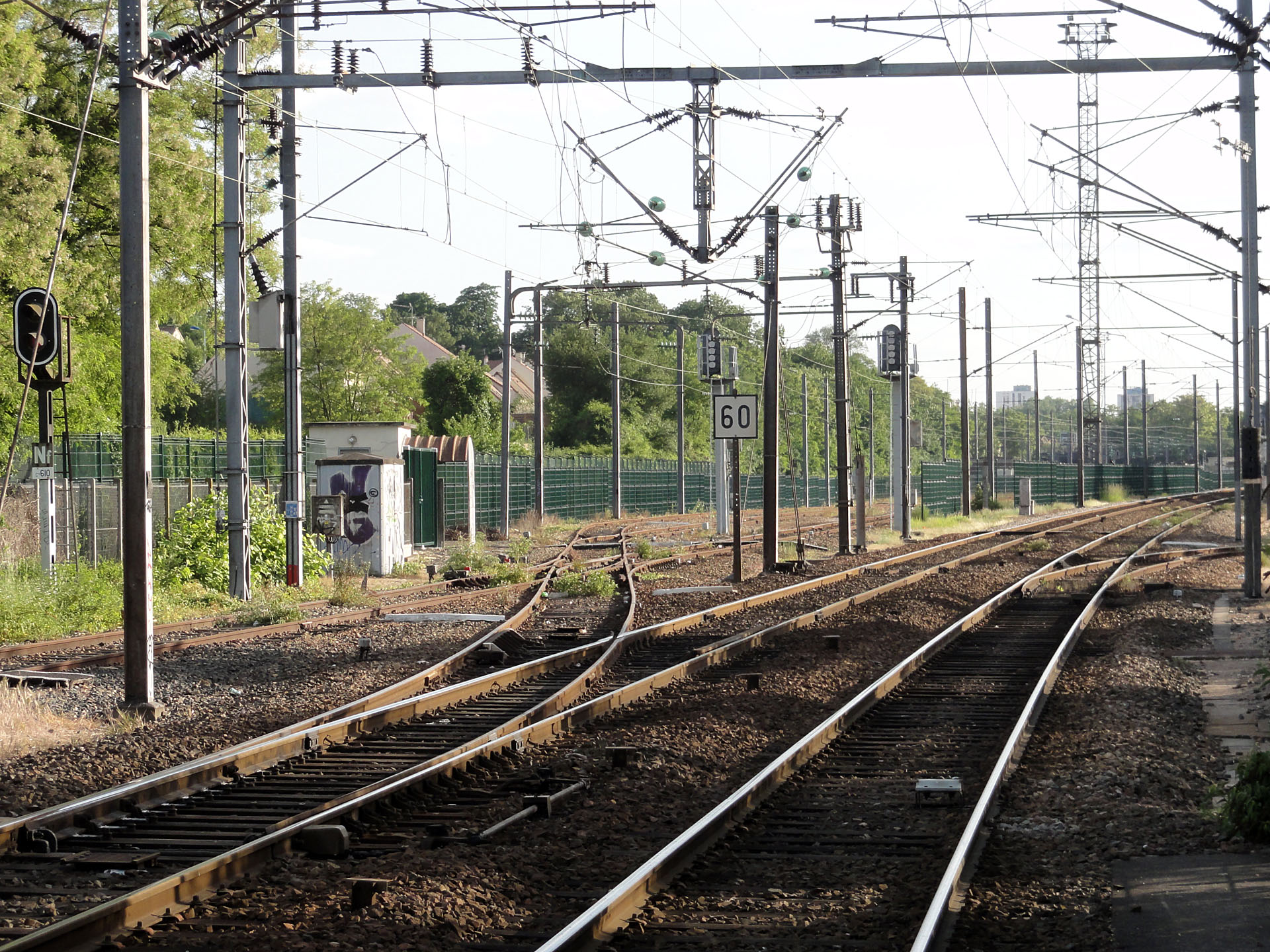
L'extrémité ouest du faisceau de garage d'Épluches.